# Stenucha noctella
Stenucha noctella är en fjärilsart som beskrevs av Dyar 1910. Stenucha noctella ingår i släktet Stenucha och familjen björnspinnare. Inga underarter finns listade i Catalogue of Life.